# علم الشياطين

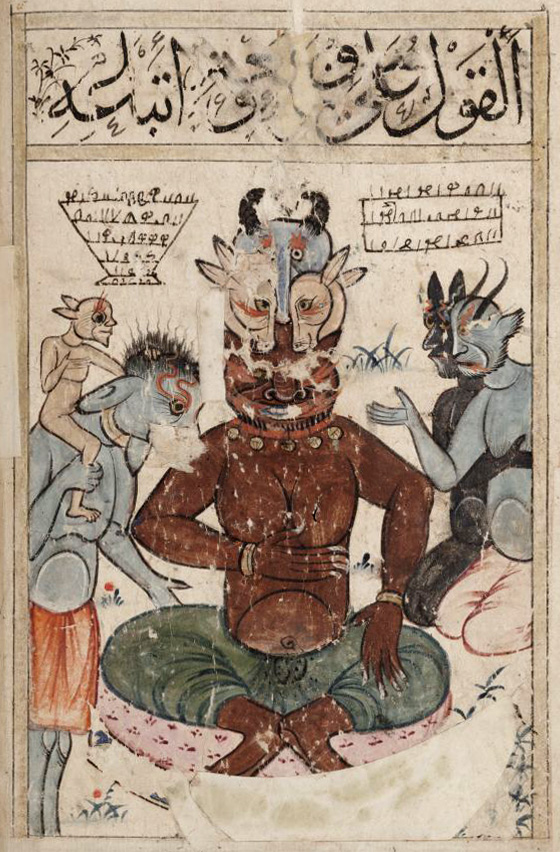
صفحة تمثل صورة الشياطين من كتاب البلهان

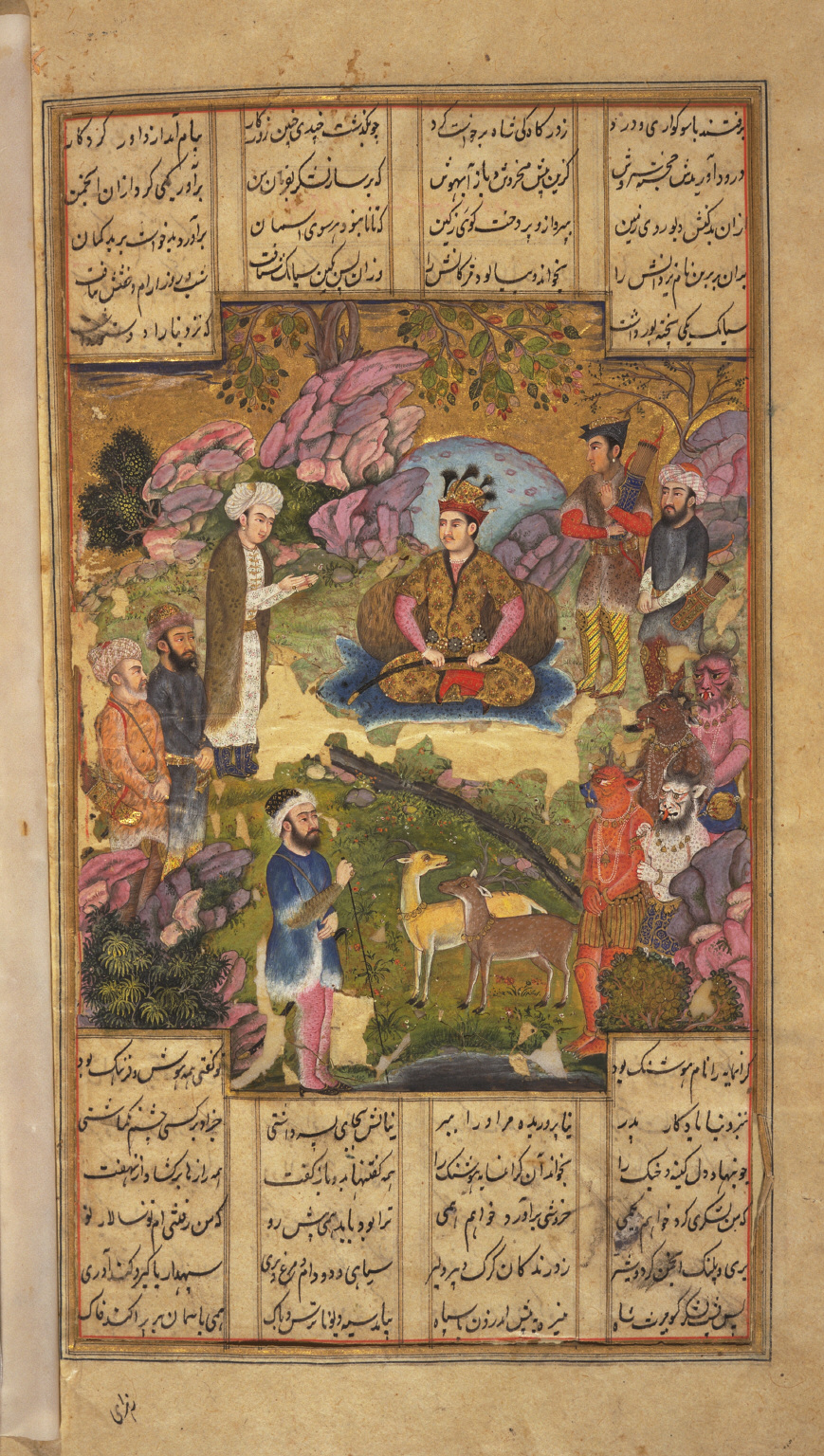
لوحة فنية تحوي رسوماً للإنسان الأول الكيومرث وهو يحارب الشياطين في الأساطير الفارسية

علم الشياطين هو العلم الذي يدرس عالم الشياطين والجن، بصورة منهجية علمية، من ناحية صفاتها وخواصها وأعمالها، حيث إن الاعتقاد بوجود الجن قديم جداً، وهو في الأساطير العالمية معروف بصورة الأرواح المحتجبة عن عيون البشر. ويسمى هذا العلم (Demonology)، ويعني علم الشياطين (باللغة اليونانية)، كما تعرفه الموسوعة البريطانية بأنه علم يبحث في دراسة الشياطين وفي المعتقدات المتعلقة بها، كما يبحث في مذهب وجود الجن في العالم الإسلامي. غير أن الدين الإسلامي يفرق بين معنى الجن والشيطان. فالشياطين ليست نوع من الجن حسب مفهوم الدين الإسلامي لكن الشيطان صفة تطلق على كل متمرد مفسد سواء كان من الجن أو من البشر أو غيرهما من المخلوقات. ويعتبر علم الشياطين هو فرع من فروع علم اللاهوت المسيحي المختص بالدراسات المتعلقة حول الكائنات الخارقة والتي ليست من الآلهة. وهذا العلم يتعامل مع كل الكائنات الخيرة التي دون رتبة الآلهة، وكذلك مع الكائنات الشريرة والحاقدة من جميع الأنواع، ويطلق على الشخص الذي لهُ ممارسة وإتصال مع الشياطين كمهنة اسم وسيط أو عرّاف demonologist.
وتسمى الممارسات السحرية والاتصال مع الشياطين بالكهانة ولقد استخدمت الكهانة في أوجه مختلفة منذ القدم، حيث يبين الكُهّان والعرافون تفسيراتهم لكيفية الإلهام ويجب عليهم مباشرة كلامهم عن طريق قراءة معنى العلامات أو الوقائع أو التكهنات أو من خلال تواصلهم حسب زعمهم مع الأرواح الشريرة أو مع جهات غيبية خارقة للطبيعة، فيشوب كلامهم الكثير من الأباطيل مع شيء من الحقائق التي تغرر بالجُهّال من عوام الناس.

## انتشاره في العصور القديمة

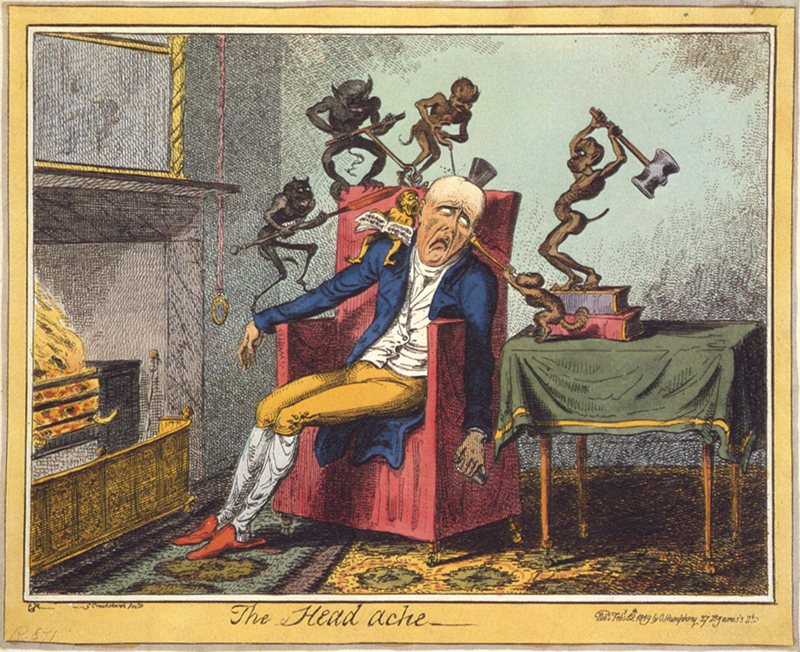
الصداع في فترة القرون الوسطى بأوروبا كان يعتقد إنه من عمل الشياطين

إنتشر علم الشياطين في كثير من المجتمعات البدائية وفي قصص الأساطير العربية واليونانية القديمة حيث يعزى إلى الشياطين بإنها المسؤولة عن الأرواح الشريرة المسببة لكثير من الأمراض بين الناس، كالانفلونزا وغيرها، وكذلك انتشر السحر في المجتمعات القديمة ومنها مدينة بابل منذ أيام السومريين، والسحر نوع من الطقوس التي تمارس للتقرب إلى الشياطين، أو الأرواح وغيرها، ولقد ذكر في القرن العشرين قبل الميلاد، إن علوم السحر انتشرت في أهل بابل حتى ضرب المثل في إتقان السحر بحكماء وكهنة وسحرة بابل الذين كانوا قوماً صابئين يعبدون الكواكب السبعة ويسمونها آلهة، ويعتقدون أن حوادث العالم كلها من أفعالها وعملوا أوثاناً وجعلوا لكل كوكب منها هيكلاً فيه صنمه، ويتقربون إليها بضروب من الأفعال على حسب اعتقاداتهم من موافقة ذلك للكوكب الذي يطلبون منه حسب زعمهم، ويتقربون إليه بما يوافق ذلك كاللجوء إلى كوكب المشتري والتقرب إليه بمجموعة من الرُّقى والعُقَد والنفث فيها، ومن طلب شيئاً من الشر والحرب والموت لغيره تقرب بزعمهم إلى إله كوكب زحل بما يوافقه من ذلك، ومن أراد البرق والحرق والطاعون تقرب بزعمهم إلى إله كوكب المريخ بما يوافقه من ذبح بعض الحيوانات بطقوس معينة.
وقد اتخذت تلك الأساطير والخرافات السومرية والبابلية وما خالطها من الطقوس والطلاسم والممارسات السحرية عدة امتدادات دينية وعرقية خلال مساراتها التاريخية، وبالتالي اختلفت طقوس التقرب إلى الأرواح والشياطين باختلاف الأزمان.

## الأنواع
تُستبعد الأرواح التي يُتصور أنها تسكن عالمًا آخر. ولكن كما أن الآلهة ليست بالضرورة روحية، يمكن اعتبار الشياطين أيضًا جسدية. كمصاصي الدماء الذين يوصفون أحيانًا برؤوس بشرية لها أحشاء ملحقة، والتي تنبعث من القبر ليلًا لمهاجمة الأحياء. ويقال أن ما يُسمى بشبح هنتسمان من شبه جزيرة مالاي هو رجل يتجول في السماء مع كلابه، ويبحث عبثًا عن ما لم يتمكن من العثور عليه على الأرض: ذكر أيل الفأر الحامل بنسل من الذكور؛ ولكن يبدو أنه رجل حي؛ لا يوجد نص يقول أنه مات ولا أنه روح. في بعض الأحيان يُنظر إلى الحضون والجِنّيّة في العصور الوسطى على أنها كائنات روحية. لكن احتجزوا لإثبات وجودهم الجسدي كنسلهم (على الرغم من تشوهه غالبًا). يعود الإيمان بالشياطين إلى آلاف السنين. تقول الديانة الزرادشتية أن هناك 3333 شيطانًا، بعضها يتحمل مسؤوليات شريرة محددة مثل الحرب والمجاعة والمرض، إلخ.

### ديانة بلاد ما بين النهرين القديمة
يعتقد سكان بلاد ما بين النهرين القدماء أن العالم السفلي (كور) كان منزل العديد من الشياطين، والتي يشار إليها أحيانًا باسم «ذرية أرالي». يمكن لهذه الشياطين في بعض الأحيان مغادرة العالم السفلي وترويع البشر على الأرض. إحدى فئات الشياطين التي يُعتقد أنها مقيمة في العالم السفلي كانت تعرف باسم غالا الذين يبدو أن هدفهم الأساسي هو سحب البشر سيئي الحظ إلى كور. وكثيرًا ما يُشار إليها في النصوص السحرية، وتصفها بعض النصوص بأنها سبعة أرقام. تصف العديد من القصائد الموجودة غالا تسحب الإله دوموزيد إلى العالم السفلي. لكن مثل غالا مثل الشياطين الأخرى؛ يمكن أن تكون خيّرة، وفي ترنيمة من الملك غوديا من لجش (2144 - 2124 قبل الميلاد)، يوصف إله صغير يدعى إغ- أليما بأنه «جيرسو الغالا العظيم». لم تُعبد الشياطين في ديانة بلاد ما بين النهرين القديمة لأن الشياطين «لا يعرفون أي طعام، ولا يعرفون أي مشروب، ولا يأكلون الدقيق ولا يشربون الشراب إراقةً».

### الديانات الإبراهيمية

#### المسيحية
علم الشياطين المسيحي هو دراسة الشياطين من وجهة نظر مسيحية. ويستند في المقام الأول إلى الكتاب المقدس (العهد القديم والعهد الجديد)، وتفسير هذه الكتب المقدسة وكتابات الفلاسفة والنساك المسيحيين الأوائل والتقاليد والأساطير المدمجة من المعتقدات الأخرى.
يقترح بعض العلماء أن أصول علم شياطين العهد القديم اليوناني يمكن أن ترجع إلى اثنتين من الأساطير المميزة والمتنافسة في كثير من الأحيان عن الشر -الأساطير الآدمية والأخنوخية، واحدة منها مرتبطة بسقوط الإنسان بسبب فعل آدم وحواء في جنة عدن والأخرى مرتبطة بسقوط الملائكة في عصر ما قبل الطوفان، وبالتالي، تُرجع القصة الآدمية مصدر الشر إلى تعدي الشيطان وسقوط الإنسان، وهو اتجاه يظهر في كتب آدم وحواء ويفسر سبب تردي الشيطان برفضه طاعة أمر الله بتبجيل آدم المخلوق حديثًا.
على النقيض من ذلك، فإن التقليد الأخنوخي المبكر يبني فهمه عن نشأة الشياطين على قصة المراقبَين الذين سقطا بقيادة عزازيل. يعتقد العلماء أن هذين الشخصين الغامضين -عزازيل والشيطان- كان لهما تأثير على تكوين بدايات علم الشياطين اليهودي. أثناء بداية رحلتهم المفاهيمية، وُضع عزازيل والشيطان كممثلين لاتجاهين متباينين ومتعاديَين غالبًا، مرتبطَين بمسببات الشر المختلفة، لكن في التقاليد المتعارف عليها لاحقًا في علم الشياطين في اليهودية والمسيحية، يمكن لكلا الخصمين أن يلج في قصص الآخر بسعة مفاهيمي جديد. في هذه التقاليد اللاحقة، غالبًا ما يُصور الشيطان كزعيم للملائكة الساقطة في حين يُصور منافسه المفاهيمي عزازيل على أنه مغوي آدم وحواء. في حين أن اليهودية التاريخية لم تعترف أبدًا بأي مجموعة من العقائد حول الشياطين، يعتقد العلماء أن مفاهيم فترة ما بعد النفي عن علم الآخرة، وعلم الملائكة، وعلم الشياطين قد تأثرت بالزرادشتية. ومع ذلك، يعتقد البعض أن هذه المفاهيم قد نُقلت كجزء من التقليد القباليّ. في حين يعتقد الكثير من الناس اليوم أن لوسيفر والشيطان هما اسمان مختلفان لنفس الكائن، ولا يشترك جميع العلماء في هذا الرأي.

## أقسام وأنواع الأرواح

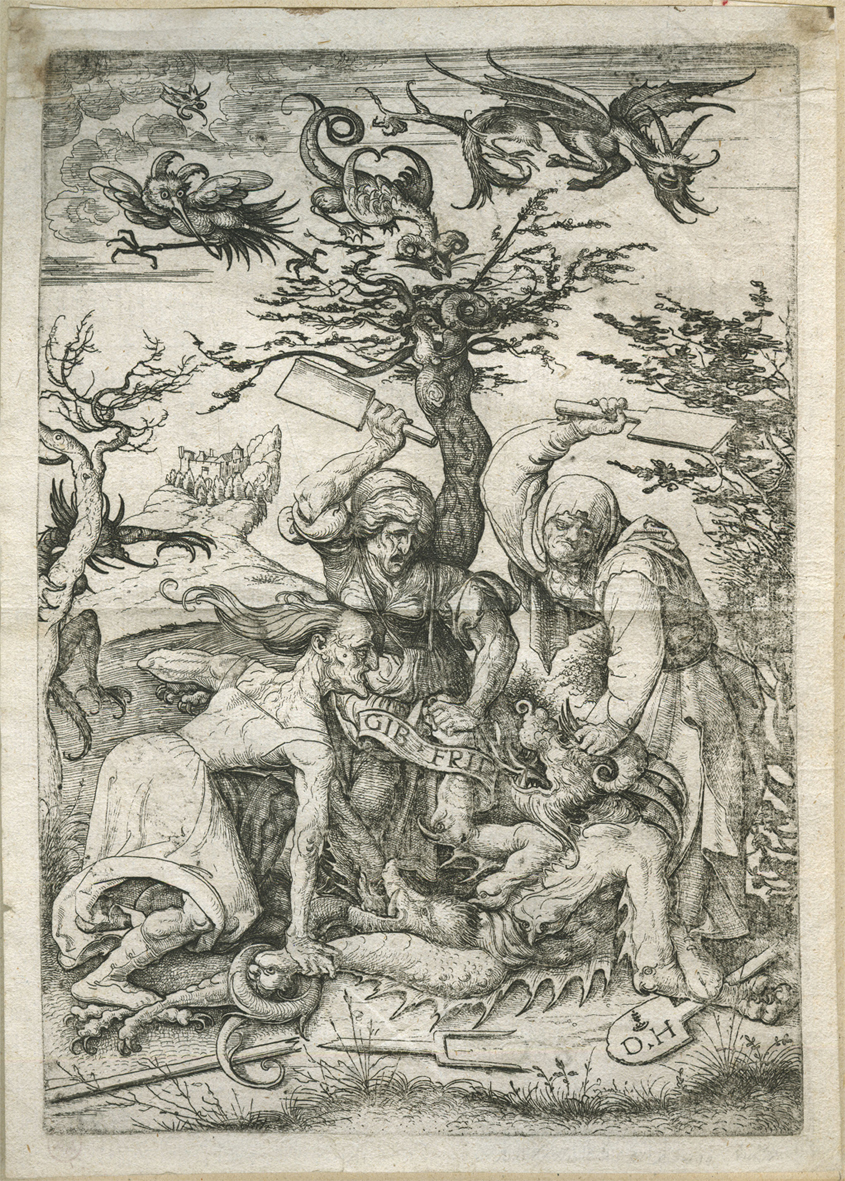
لوحة تمثل ثلاثة نساء عجائز يضربون الشيطان حسب اعتقادات القرون الوسطى

إن معظم الأديان التوحيدية والعديد من الأديان والثقافات يعتقدون أن ما هو معروف الآن باسم الكهانة، والممارسات السحرية والوساطة مع الأرواح هي نوع من أنواع الاتصال الجسدي مع الشياطين، حيث حرمتها جميع الأديان التوحيدية باعتبارها نوع من السحر والشعوذة.
وتحت عنوان الأرواح الخيرة أو الشياطين تصنف هذه الأرواح والتي يعتقد أنها تدخل في علاقات مع الإنسان إلى عدة أصناف منها:
- الأشباح.
- الملائكة.
- الشياطين.
- الجن.
- العفاريت.

وغير ذلك من التصانيف الفرعية كل تبع مفهومه وحسب معتقداته.